# Jacques Lebrun
Jacques Lebrun   (9è districte de París, 20 de setembre de 1910 - Neuilly-sur-Seine, 14 de gener de 1996) va ser un regatista francès que va competir durant les dècades de 1930, 1940 i 1950.
Durant la seva carrera esportiva va prendre part en cinc edicions dels Jocs Olímpics, els de 1932, 1936, 1948, 1952 i 1960. No va poder disputar els de 1956 per problemes econòmics, puix aquests es disputaren a Melbourne, Austràlia. El millor resultat que va obtenir fou el 1932, a Los Angeles, on va guanyar la medalla d'or en la categoria de monotip.
Era dissenyador de vaixells i posteriorment fou director tècnic de l'associació nacional de vela. Durant la Segona Guerra Mundial va ajudar a ocultar un gran nombre d'obres d'art del Louvre.